# Tíncer
Tíncer es un barrio del municipio de Santa Cruz de Tenerife, en la isla de Tenerife —Canarias, España—. 
Se encuadra administrativamente dentro del distrito Suroeste.

## Toponimia
El nombre del barrio es de procedencia guanche, significando según algunos autores 'promontorio'.

## Características
Tíncer queda delimitado al norte por la avenida de Los Majuelos y el cauce del barranco de Los Andenes, al este por la Carretera General del Sur, y al sur y oeste por la Autovía Interconexión Norte-Sur.
Se encuentra a 7,9 kilómetros al suroeste del centro de la ciudad, a una altitud media de 326 m s. n. m. Ocupa una superficie de 0,41 km².
El barrio cuenta con un centro de salud, dos gasolineras, una farmacia, una plaza pública, dos parques públicos, un parque infantil, instalaciones deportivas —campo de fútbol y polideportivo—, el colegio CEIP de Tíncer y la iglesia San Albino y la Santa Cruz. Aquí se encuentra también el Centro Insular de Atletismo de Tenerife.

## Historia
El núcleo original de Tíncer ya aparece desde el siglo xix, siendo en origen un caserío del municipio de El Rosario. Sin embargo, los terrenos sobre los que se asienta el barrio fueron cedidos en 1972 por el ayuntamiento de El Rosario a la capital, ante la necesidad de expansión de esta.

## Demografía
| Año        | 2000  | 2001  | 2002  | 2003  | 2004  | 2005  | 2006  | 2007  | 2008  | 2009  | 2010  | 2011  | 2012  | 2013  | 2014  | 2015  | 2016  |
| ---------- | ----- | ----- | ----- | ----- | ----- | ----- | ----- | ----- | ----- | ----- | ----- | ----- | ----- | ----- | ----- | ----- | ----- |
| Habitantes | 3 213 | 3 210 | 3 286 | 3 312 | 3 269 | 3 196 | 3 265 | 3 226 | 3 222 | 3 245 | 3 245 | 3 224 | 2 905 | 2 884 | 2 842 | 2 855 | 2 684 |

## Fiestas
El barrio celebra sus fiestas patronales entre los meses de abril y mayo, destacando su Paseo Romero.

## Comunicaciones
Se accede al barrio principalmente por la Carretera General del Sur TF-28, la avenida de Los Majuelos y por la Autovía Interconexión Norte-Sur TF-2.

### Transporte público
En el barrio se encuentra la parada de la línea 2 del Tranvía de Tenerife denominada Tíncer.
| Línea | Origen | Destino   |
| ----- | ------ | --------- |
|       | Tíncer | La Cuesta |

En autobús —guagua— queda conectada mediante las siguientes líneas de TITSA: 
| Línea | Trayecto                                                                             | Recorrido     |
| ----- | ------------------------------------------------------------------------------------ | ------------- |
| 018   | La Laguna - Añaza (por centros comerciales)                                          | Horario/Línea |
| 126   | Candelaria - Guajara (Universidad) - H. U. La Candelaria - Intercambiador Santa Cruz | Horario/Línea |
| 127   | Taco - Güímar (por Barranco Hondo y Candelaria)                                      | Horario/Línea |
| 217   | La Laguna - Los Andenes - El Cardonal - H. U. Canarias - TF-5                        | Horario/Línea |
| 218   | La Laguna - TF-5 - H.U.C - El Cardonal - Los Andenes                                 | Horario/Línea |
| 933   | Taco - Bco. Grande - Cruce Sta. María - El Tablero                                   | Horario/Línea |
| 934   | Intercambiador - Taco - Sta. María del Mar - Añaza - Intercambiador                  | Horario/Línea |
| 936   | Intercambiador - Añaza - Sta. María del Mar - Taco - Intercambiador                  | Horario/Línea |
| 937   | Santa Cruz - cruce El Sobradillo                                                     | Horario/Línea |
| 939   | Taco - El Sobradillo - Llano del Moro                                                | Horario/Línea |
| 944   | El Tablero - Taco                                                                    | Horario/Línea |

## Lugares de interés
- Centro Insular de Atletismo de Tenerife
- CEIP Tíncer
- Campo de futbol de Tíncer
- Polideportivo de Tíncer